# جونغ مينه
جونغ مينه (هانغل: 정민아) هي كاتبة غنائية كورية جنوبية، ولدت في 31 يناير 1979 في سول في كوريا الجنوبية.

## وصلات خارجية
- جونغ مينه على موقع ميوزك برينز (الإنجليزية)
- جونغ مينه على موقع ديسكوغز (الإنجليزية)